# Marat Bikmayev
Marat Bikmayev (auch Bikmaev; russisch Марат Рифкатович Бикмаев Marat Rifkatowitsch Bikmajew; * 1. Januar 1986 in Taschkent, Usbekische SSR) ist ein usbekischer Fußballspieler tatarischer Herkunft.

## Karriere

### Verein
Marat Bikmayev begann seine Karriere im Jahr 2002 bei Paxtakor Taschkent in seinem Heimatland, wo er bis 2004 spielte. Von 2004 bis 2005 stand der Mittelfeldspieler in Russland bei Krylja Sowetow Samara unter Vertrag. 2006 wechselte er zu Rubin Kasan. Die weiteren Stationen in seiner Karriere waren die russischen Vereine Spartak Naltschik und Alanija Wladikawkas. Im Juni 2012 wurde Bikmayev vom kasachischen Verein FK Aqtöbe verpflichtet. Nach zwei Spielzeiten in Kasachstan kehrte er in sein Heimatland zu Lokomotiv Taschkent zurück.

### Nationalmannschaft
Marat Bikmayev ist seit 2004 Mitglied der usbekischen Fußballnationalmannschaft.

## Erfolge
- Kasachischer Meister: 2013